# Tue Rohrsted
Tue Rohrsted (født 15. november 1939 i Hørsholm) er en dansk diplomat og ambassadør, tidligere folketingsmedlem for Det Konservative Folkeparti og tidligere forlagsredaktør.
Tue Rohrsted er student fra Rungsted Gymnasium og blev efter studier i Japan og USA ansat som forskningsassistent ved Socialforskningsinstituttet i 1968. Her var han til 1971, hvor han blev redaktør for Den store Salmonsen hos Gyldendal. Udgivelsen blev imidlertid droppet, og Tue Rohrsted fortsatte i anden redaktørstilling på forlaget frem til 1976.
Rohrsted var i en periode opstillet til Folketinget for Det Konservative Folkeparti i Amagerkredsen i Københavns Amtskreds. Han opnåede ikke direkte valg men indtrådte i Folketinget 15. januar 1973, da Aage Hastrup nedlagde sit mandat, og var medlem til folketingsvalget 4. december 1973.
Herefter skiftede hans karriere spor. Han blev i 1976 udpeget som EF's delegationsleder i Guyana og akkrediteret til CARICOM. I 1979 rykkede han til Uganda, også som delegationsleder, i 1981 til Lesotho og i 1987 til Kenya, hvor han desuden blev akkrediteret til FN's miljøprogram. Derefter gik turen til Bruxelles, hvor han blev leder af Europa-Kommissionens Generaldirektorat for Miljø og Nuklear Sikkerhed frem til 1995. Han var desuden formand for Donau-kommissionen. Han blev i 1995 udnævnt til delegationsleder i Sydkorea med personlig titel af ambassadør, og slutttede i 1998 karrieren som leder af Inspektoratet af EU's delegationer, hvor han var til 2004. 
Han modtog i 1998 den koreanske Gwanghwaa-orden for ”Outstanding Diplomatic Achievement”.
Tue Rohrsted var gift med Annie Cloëtta Rohrsted, der døde i 2022.